# Tsukioka Yoshitoshi

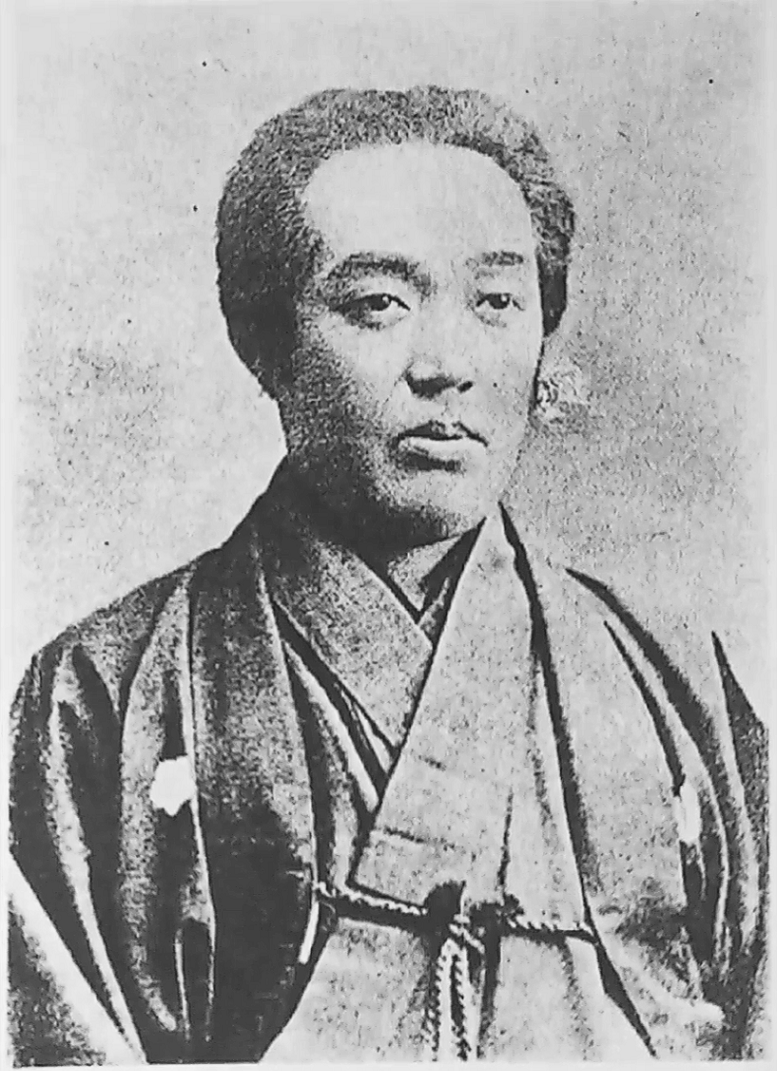
Tsukioka Yoshitoshi (Foto von 1882)

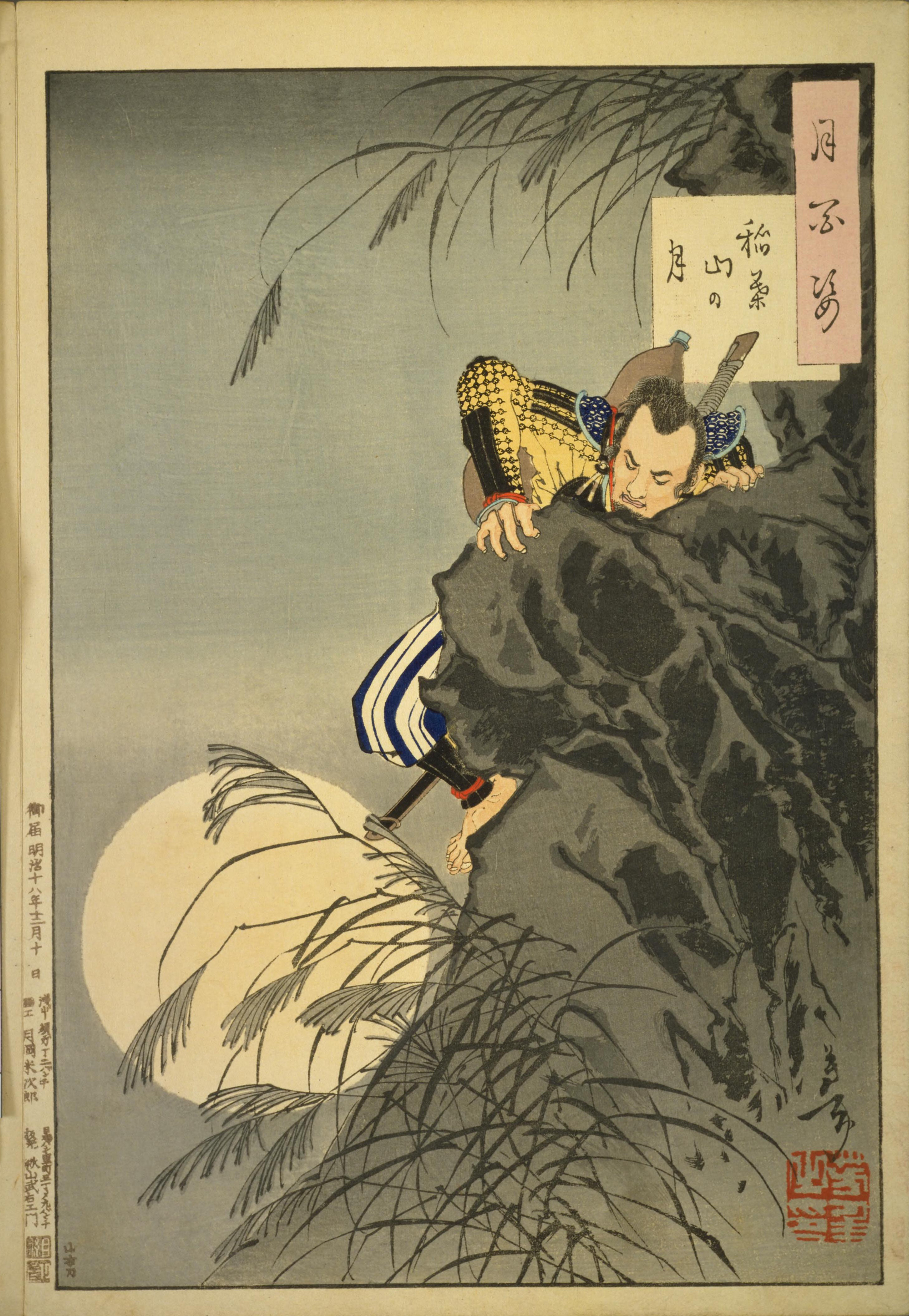
„Mond am Berg Inaba“ (1885, 12. Monat) aus der Serie 100 Ansichten des Mondes: Der junge Toyotomi Hideyoshi führt eine kleine Gruppe von Kriegern, um die Burg auf dem Berg Inaba anzugreifen

Tsukioka Yoshitoshi (jap. 月岡 芳年; * 1839 in Edo; † 9. Juni 1892; später Taiso Yoshitoshi 大蘇 芳年) war einer der letzten großen Meister und einer der großen innovativen und kreativen Geister des klassischen japanischen Farbholzschnitts, besonders des Ukiyo-e.
Yoshitoshis Wirken erstreckte sich von den letzten Jahren des feudalen Japan bis zu den ersten Jahren des modernen Japan. Wie viele andere Japaner war auch er an Dingen und Entwicklungen aus der übrigen Welt interessiert, sorgte sich aber mit der Zeit zunehmend über den Verlust japanischer Traditionen, zu denen der klassische Farbholzschnitt gehörte.
Während er auf althergebrachte Weise arbeitete, übernahm Japan die im Westen üblichen Methoden der Massenreproduktion wie Fotografie und Lithographie. Yoshitoshi gelang es im Laufe seiner Karriere, nahezu im Alleingang den traditionellen japanischen Farbholzschnitt auf ein neues Niveau zu heben, bevor er mit ihm faktisch aufhörte zu existieren.
Yoshitoshis Bedeutung wurde von John Stevenson folgendermaßen charakterisiert:
„Yoshitoshis Mut, Voraussicht und Charakterstärke hauchten Ukiyo-e eine weitere Generation lang Leben ein und erleuchteten es mit einem letzten Ausbruch von Herrlichkeit.“

## Leben
Yoshitoshi wurde 1839 unter dem Namen Owariya Yonejirō in Edo (heute Tokio) geboren. Sein Vater war ein reicher Händler, der sich den Status eines Samurai erkauft hatte. Nachdem dieser sich eine neue Lebensgefährtin genommen hatte, lebte Yoshitoshi ab seinem dritten Lebensjahr bei seinem Onkel, einem Apotheker ohne eigene Kinder.
Owariya Yonejirō erhielt seinen Künstlernamen Yoshitoshi von seinem Meister Utagawa Kuniyoshi, einem der letzten großen Meister des japanischen Holzschnitts, dessen Lehrling er 1850 im Alter von 11 Jahren wurde. Einer seiner Mit-Lehrlinge war Yoshiiku, der den jüngeren Yoshitoshi schikaniert und tyrannisiert haben soll; die Rivalität und Feindschaft der beiden Künstler setzte sich auch in späteren Jahren fort. Obwohl er zu Lebzeiten nicht als Nachfolger von Kuniyoshi angesehen wurde, gilt Yoshitoshi mittlerweile als sein Hauptschüler.
Yoshitoshis erster Druck erschien 1853, als er vierzehn Jahre alt war: ein Triptychon der Seeschlacht von Dan-no-ura, in der der Minamoto-Clan im Jahr 1185 die Streitkräfte des damals regierenden Taira-Clans besiegte. Im selben Jahr kam der US-Kommandant Matthew Perry mit den „Schwarzen Schiffen“ in Japan an und erzwang die Öffnung des Landes gegenüber dem Westen. Danach veröffentlichte Yoshitoshi einige Zeit nichts, vielleicht wegen einer Erkrankung seines Meisters in dessen letzten Jahren. Obwohl sein Leben nach dem Tod seines Meisters Kuniyoshi im Jahre 1861 schwerer wurde, gelang es ihm einige Arbeiten zu veröffentlichen; 44 seiner Drucke datieren aus 1862.

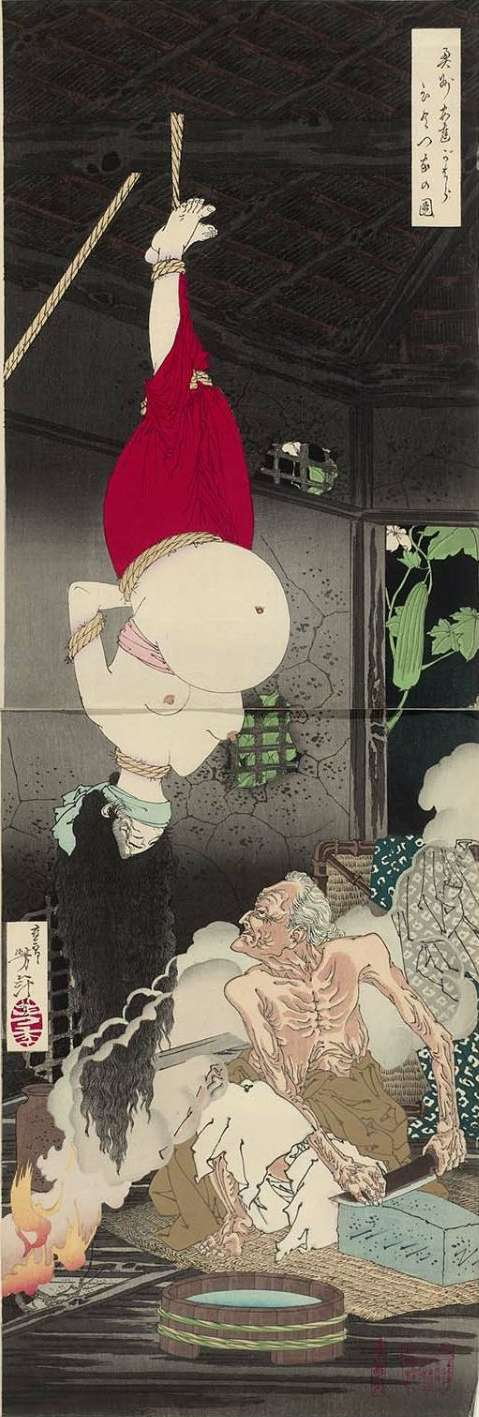
Das einsame Haus (1885, 9. Monat): Der Druck zeigt die Hexe vom Adachi-Moor, die der Legende nach das Blut ungeborener Kinder trank.

Yoshitoshis frühe Arbeiten zeigen extreme Darstellungen von Gewalt und Tod, vielleicht ein Spiegelbild der allgemeinen Gesetzlosigkeit und Gewalt eines Landes, das gleichzeitig den Zusammenbruch des Tokugawa-Shogunats und die erzwungene Einflussnahme des Westens erlebte. Zusätzlich zur politischen Instabilität befand sich auch die japanische Wirtschaft in einer tiefen Rezession, begleitet von Hyperinflation und Missernten. Yoshitoshi wurde zufällig Augenzeuge der Schlacht von Ueno im Jahr 1868. Sofort im Anschluss daran schuf er mehrere Farbholzschnitte mit extrem blutigen und grausamen Szenen, oft gegen einen schwarzen Hintergrund. Diese Farbholzschnitte verkauften sich gut, und während dieser Zeit wurde er bekannt; bereits 1869 wurde er als einer der besten Blockdruckkünstler Japans angesehen.
Ab Anfang der 1870er-Jahre bekam er zunächst keine Aufträge mehr, vielleicht weil das Publikum seiner Gewaltszenen müde war. 1871 wurde er schwer depressiv, und sein Leben geriet außer Kontrolle, was sich bis zu seinem Tode noch mehrfach wiederholen sollte. Er lebte unter sehr ärmlichen Verhältnissen mit seiner Geliebten Okoto, die ihre Kleider und Habseligkeiten verkaufte, um ihn zu unterstützen. Einmal mussten sie sogar den Fußboden des Hauses als Brennmaterial verwenden.
Yoshitoshis Glück wendete sich 1873, als sich seine Stimmung besserte und er wieder produktiver wurde. Als Kennzeichen seiner verbesserten Verhältnisse änderte er seinen Familiennamen in „Taiso“ (大蘇, große Auferstehung). Im Rahmen der Modernisierung Japans wurden die ersten Zeitungen gegründet, und Yoshitoshi wurde beauftragt, für eine von ihnen Drucke zu entwerfen. Seine finanzielle Situation war jedoch immer noch angespannt, und 1876 verkaufte sich seine Geliebte in einer typisch japanischen Geste der Treue an ein Bordell, um ihm zu helfen.
Mit der Satsuma-Rebellion von 1877, als die alte Feudalordnung den letzten Versuch machte, die Neuerungen der Meiji-Zeit rückgängig zu machen, begann der Absatz von Zeitungen stark anzusteigen und Holzblockdrucker waren sehr begehrt, besonders Yoshitoshi. Die Farbholzschnitte dienten der Illustration der Geschehnisse während der Rebellion. Seine Drucke brachten ihm öffentliche Anerkennung und stabilisierten seine Finanzen ein wenig.
Ende 1877 nahm er sich eine neue Geliebte, die Geisha Oraku; wie Okotu verkaufte auch sie ihre Kleider und ihr Eigentum, und als sie sich nach einem Jahr trennten, ging auch sie ins Bordell.

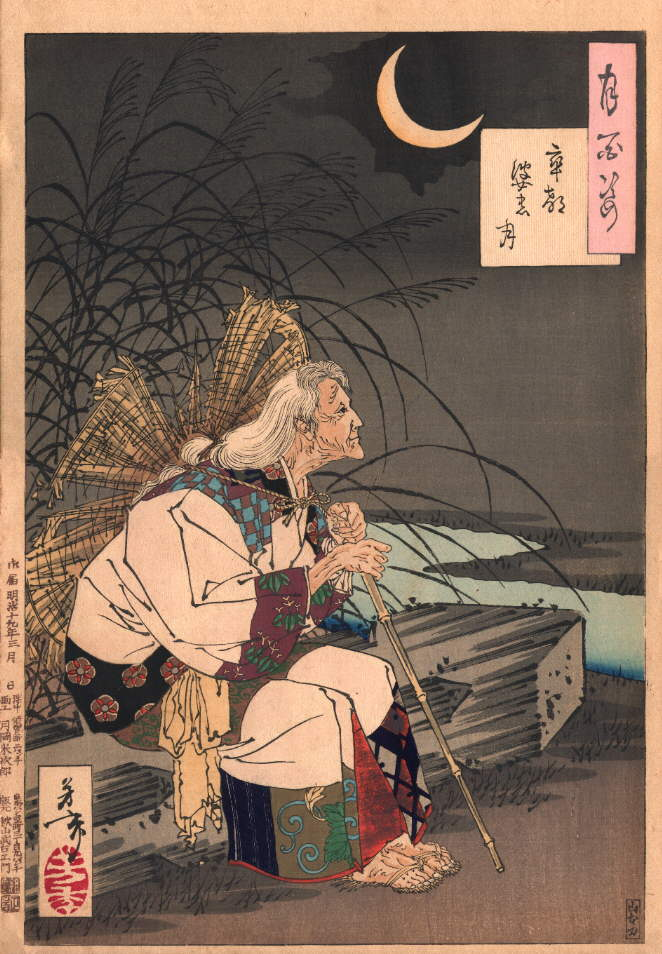
„Grabzeichen-Mond“ (1886, 3. Monat), Blatt Nr. 25 aus der Serie Hundert Ansichten des Mondes stellt Ono no Komachi, die für ihre Schönheit berühmt ist, als alte Frau dar

Zu diesem Zeitpunkt war die Holzschnittindustrie in großen Schwierigkeiten. Alle großen Künstler aus der ersten Hälfte des Jahrhunderts, wie Hiroshige, Kunisada und Kuniyoshi, waren gestorben. In den Wirren des sich modernisierenden Japan war der Holzschnitt eine aussterbende Kunst. Yoshitoshi bestand jedoch auf hohen Produktionsstandards und half dadurch, ihn zeitweilig vor dem Verfall zu bewahren.
1880 lernte Yoshitoshi Sakamaki Taiko kennen, eine ehemalige Geisha mit zwei Kindern. Sie heirateten 1884, und während er weiterhin außereheliche Beziehungen hatte, scheint ihre sanfte und geduldige Art geholfen zu haben, ihn zu stabilisieren. Er besaß nun ein großes Haus und unterrichtete viele Schüler. 1882 wurde er fest von einem Zeitungsverlag angestellt, seine Finanzen waren von nun an gesichert.
Seine letzten Jahre gehören zu seinen produktivsten, mit den großen Serien Hundert Ansichten des Mondes (1885–1892) und Neue Formen von 36 Geistern (1889–1892), sowie einigen Triptychen von Kabuki-Schauspielern und -Szenen. Diese Veröffentlichungen erschienen nach und nach, und besonders die Hundert Ansichten des Mondes waren von Anfang an so erfolgreich, dass sich bei jedem neuen Blatt lange Käuferschlangen bildeten. In dieser Zeit arbeitete er auch mit einem Freund, dem Schauspieler Ichikawa Danjūrō IX, und anderen zusammen an einem Versuch, einige der japanischen Künste zu retten.
Gegen Ende von Yoshitoshis Leben kehrten seine psychischen Probleme zurück. Als er Anfang 1891 Freunde zu einem Treffen mit Künstlern einlud, stellte sich heraus, dass diese nicht existierten und die Veranstaltung auf einer Wahnvorstellung beruhte. Die Symptome verstärkten sich, und er wurde in eine Nervenheilanstalt eingewiesen. Diese verließ er im Mai 1892, kehrte jedoch nicht in sein Haus zurück, sondern mietete anderweitig Zimmer. Dort starb er drei Wochen später am 9. Juni 1892 an einer Hirnblutung.
Die Nacht hält zurück
mit seinem zunehmenden Glanz
der Sommermond
– Yoshitoshis Todesgedicht

## Retrospektive

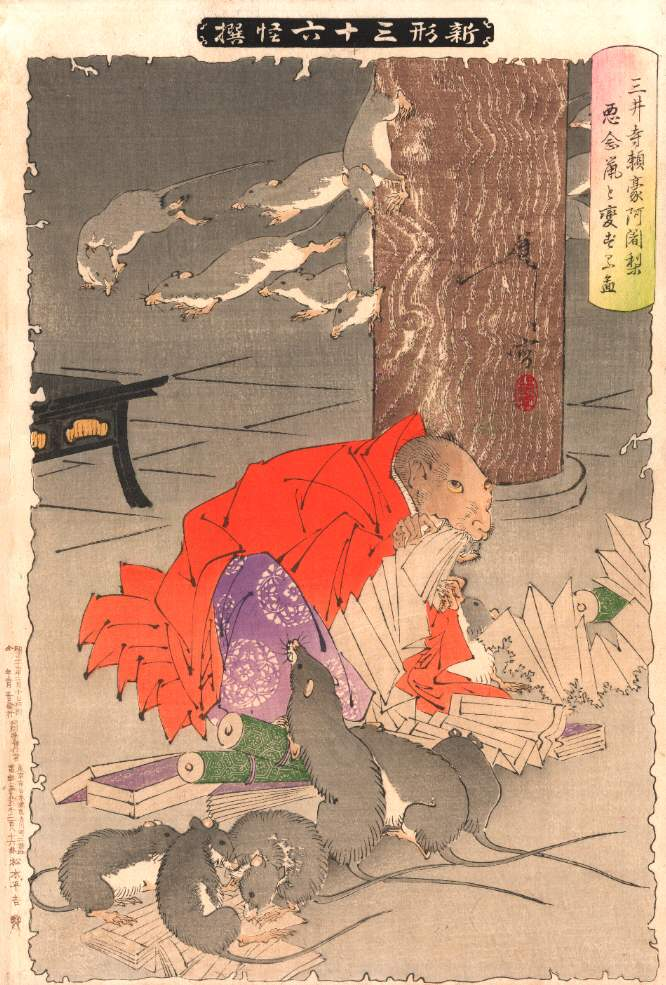
„Priester Raigo vom Mii-Tempel“ (1891), Blatt Nr. 25 aus der Serie 36 Geister

Yoshitoshi produzierte viele Druckserien und eine große Zahl von Triptychen, viele davon sind von hoher Qualität. Zwei seiner bekanntesten Serien, Hundert Ansichten des Mondes und 36 Geister, enthalten zahlreiche Meisterwerke. Die dritte, 32 Ansichten von Gebräuchen und Manieren, wurde viele Jahre als am wertvollsten eingeschätzt, hat aber heute an Ansehen verloren. Auch andere, weniger bekannte Serien enthalten viele gute Drucke, wie etwa Berühmte Generäle von Japan, Eine Sammlung von Begierden, Neue Auswahl von östlichen Brokat-Bildern und Leben moderner Menschen.
Während seine Drucke noch einige Jahre nach seinem Tod gefragt blieben, schwand schließlich das allgemeine Interesse daran. Die akademische Meinung seiner Zeit behauptete, dass die Generation von Hiroshige tatsächlich die letzte Generation großer Farbholzschnitt-Meister gewesen war, und traditionellere Sammler sammelten sogar nur noch frühere Werke und endeten bei der Generation von Utamaro und Toyokuni.
Das Interesse an Yoshitoshi kam in den 1970er-Jahren wieder auf, und die neue Betrachtung seiner Werke nahm deren Qualität, Originalität und Genialität wahr und den Grad, zu dem es ihm gelang, das Beste des alten Farbholzschnitts zu bewahren, während er gleichzeitig das Darstellungsspektrum ausdehnte, indem er neue Ideen aus dem Westen wie auch eigene Innovationen einfließen ließ.
Seitdem hat Yoshitoshis Ruf in Japan und im Westen wieder zugenommen, er wird nun allgemein als größter japanischer Künstler seiner Zeit angesehen.

## Druckserien
Unvollständige Liste von Yoshitoshis Druckserien:
- Hundert Geistergeschichten aus Japan und China (1865–1866)
- Biographien moderner Männer (1865–1866)
- 28 berühmte Mörder mit Versen (1866–1869)
- Hundert Krieger (1868–1869)
- Biographien von betrunkenen mutigen Tigern (1874)
- Spiegel der Schönheiten von Vergangenheit und Gegenwart (1876)
- Berühmte Generäle Japans (1876–1882)
- Eine Sammlung von Begierden (1877)
- Acht Elemente der Ehre (1878)
- 24 Stunden mit den Höflingen von Shimbashi und Yanagibashi (1880)
- Krieger, zitternd vor Mut (1883–1886)
- Hundert Ansichten des Mondes (1885–1892)
- Persönlichkeiten der Gegenwart (1886–1888)
- 32 Ansichten von Gebräuchen und Manieren (1888)
- Neue Formen von 36 Geistern (1889–1892)